# Jidaigeki

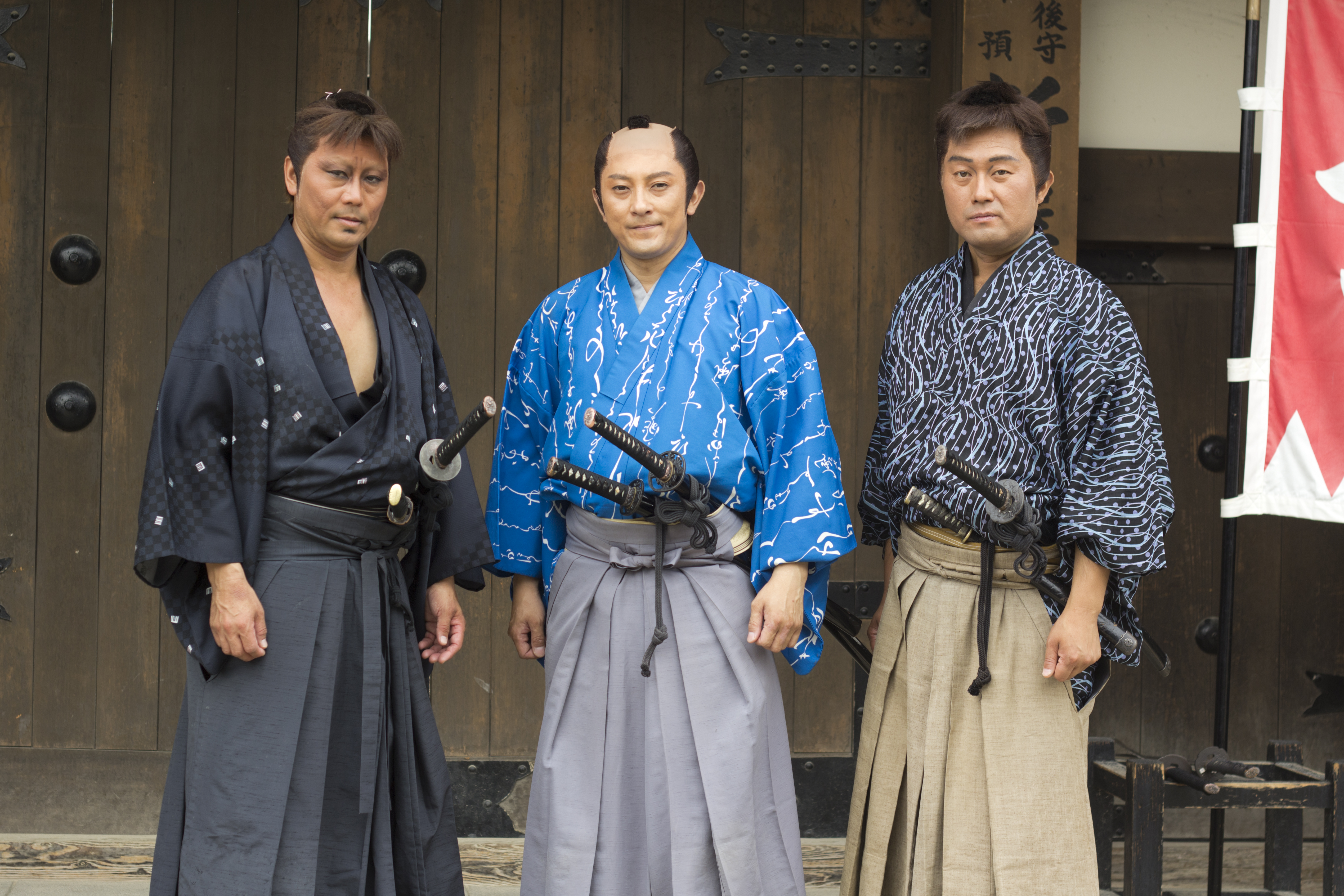
Actors interpretant a samurais y ronin a l'estudi de cinema de Kyoto Eigamura.

El jidaigeki (時代劇, lit. ‘drama d'època’) és un gènere de cinema, televisió, videojocs i teatre al Japó. Literalment 'drames d'època', s'estableixen amb més freqüència durant el període Edo de la història japonesa, de 1603 a 1868. Alguns, però, s'estableixen molt abans. Portrait of Hell, per exemple, es basa en l'últim període Heian. L'era Meiji primerenca també és un escenari popular. Els jidaigeki mostren les vides dels samurais, agricultors, artesans i comerciants del seu temps. Les pel·lícules jidaigeki són de vegades referides com pel·lícules del chanbara, o cinema de samurais, una paraula que significa "lluita d'espases", encara que el chanbara és més exactament un subgènere del jidaigeki. El jidaigeki es basa en un conjunt establert de convencions dramàtiques, incloent-hi l'ús de maquillatge, diàleg, afegitons i trama especialitzada.

## Tipus
Molts jidaigeki tenen lloc a Edo, la capital militar. Altres mostren les aventures de les persones que vaguen d'un lloc a un altre. La llarga sèrie de televisió Zenigata Heiji i Abarenbō Shōgun tipifiquen l'Edo del jidaigeki. Mite Komon, la història fictícia dels viatges del daimyo històric Tokugawa Mitsukuni, i les pel·lícules de Zatoichi i les sèries de televisió, exemplifiquen l'estil viatger.
Una altra forma de categoritzar el jidaigeki és d'acord amb l'estatus social dels personatges principals. El personatge principal de Abarenbō Shogun és Tokugawa Yoshimune, el vuitè shogun Tokugawa. El cap de la classe samurai, Yoshimune assumeix la disfressa d'un hatamoto de baix rang, un samurai al servei del shogun. De la mateixa manera, Mite Komon és el vice-shogun jubilat, disfressat de comerciant. Per contra, el Heiji de Zenigata Heiji és un plebeu que treballa per a la policia, mentre que Ichi (el personatge principal de Zatoichi), un massatgista cec, un pària, igual que moltes persones discapacitades en aquesta època. De fet, els massatgistes, que normalment eren a la part inferior de la cadena alimentària professional, era una de les poques posicions vocacionals disponibles per als cecs en aquesta època. Gokenin Zankurō és un samurai, però, a causa del seu baix rang i ingressos, ha de treballar treballs addicionals que els samurais d'alt rang no estaven acostumats a fer.
Si el paper principal és el samurai o el plebeu, en els jidaigeki en general arriben a un clímax en una lluita d'espases immensa just abans del final. El personatge principal de la sèrie sempre guanya, sigui usant una espasa o un jutte (el dispositiu que la policia feia servir per atrapar, i de vegades per doblar o trencar, l'espasa d'un oponent).

## Influències
El creador d'Star Wars, George Lucas, ha admès estar inspirat significativament per les obres d'Akira Kurosawa, i molts elements temàtics trobats en Star Wars tenen influència del chanbara. En una entrevista, Lucas va esmentar específicament el fet que es va familiaritzar amb el terme jidaigeki mentre era al Japó, i assumeix àmpliament que va prendre la inspiració per al terme jedi a partir d'aquest.